# Bonita (Kalifornien)
Bonita ist ein census-designated place (CDP) im San Diego County im US-Bundesstaat Kalifornien.
Das U.S. Census Bureau hat bei der Volkszählung 2020 eine Einwohnerzahl von 12.917 ermittelt. Die Stadt befindet sich bei den geographischen Koordinaten 32,67° Nord, 117,03° West. Das Stadtgebiet hat eine Größe von 13,2 km² und befindet sich an der California State Route 54.
Nachdem der Sweetwater Dam im Jahr 1888 errichtet worden war, entwickelte sich eine Siedlung auf dem Gebiet des heutigen Bonita.